# Cyclopodia greeffi
Cyclopodia greeffi är en tvåvingeart som beskrevs av Karsch 1884. Cyclopodia greeffi ingår i släktet Cyclopodia och familjen lusflugor. Inga underarter finns listade i Catalogue of Life.